# Hendrick van Steenwijk el Joven

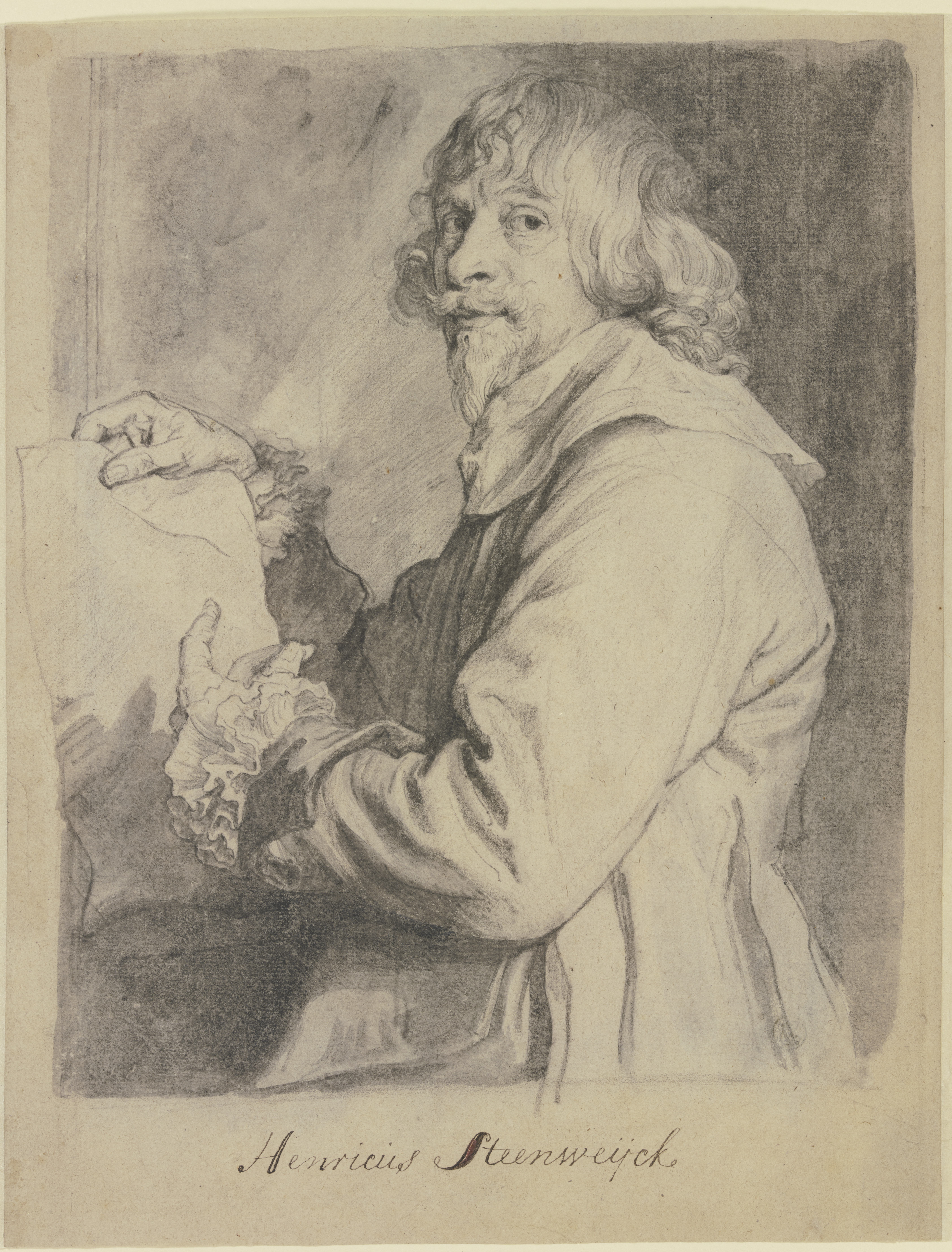
Anton van Dyck, retrato de Hendrik van Steenwijck II para los Icones, en los que aparece descrito como «Pictor Architectonices hagae Comitis».

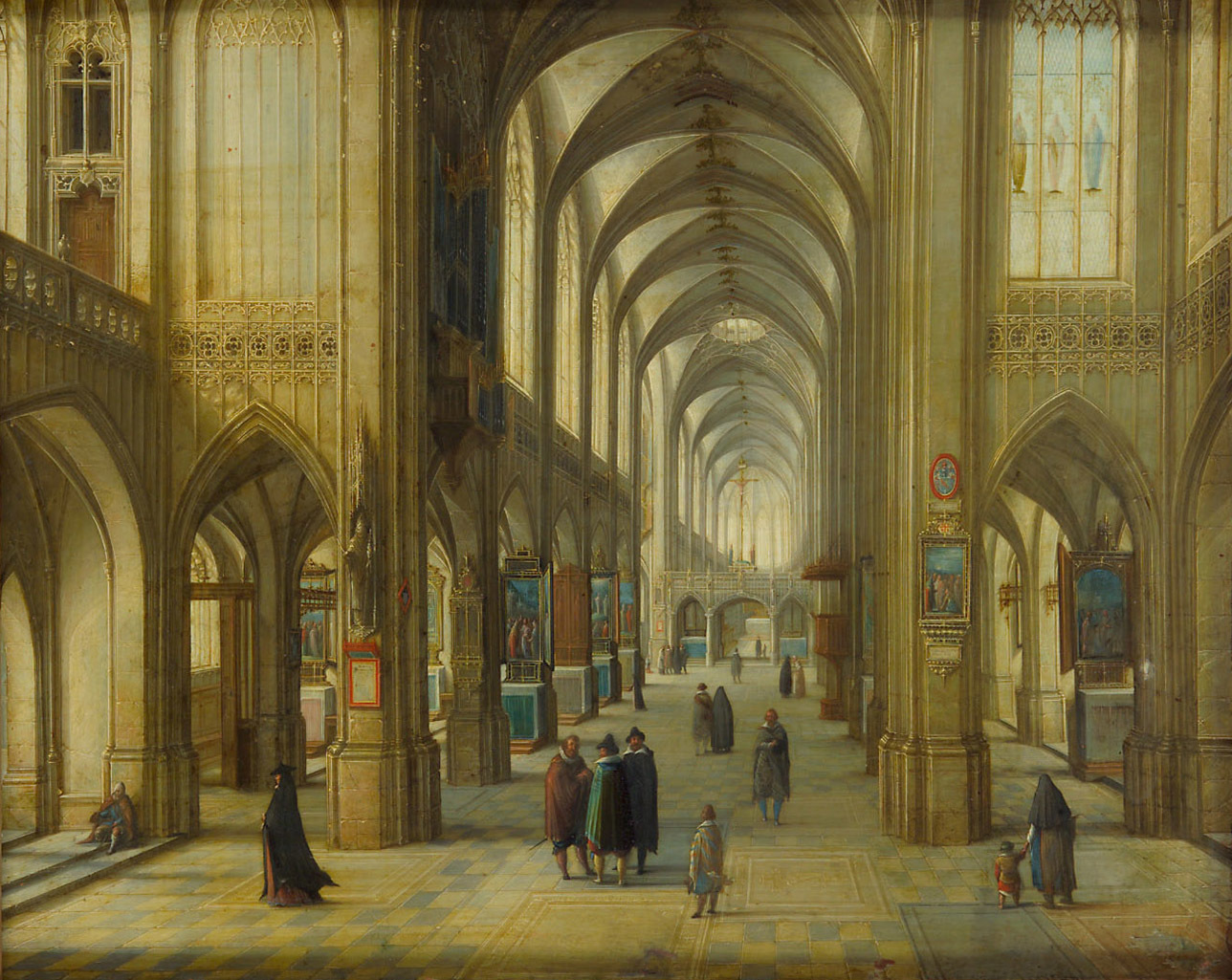
Interior de una iglesia gótica, 1605. Óleo sobre cobre, 37,5 x 48,5 cm, Viena, Kunsthistorisches Museum.

Hendrik van Steenwijk el Joven (a veces Steenwyk, Steenwyck o Steinwijck) (Amberes 1580-Leiden o La Haya, 1640) fue un pintor barroco flamenco especializado en la pintura de perspectivas arquitectónicas aunque, ocasionalmente, también trató temas bíblicos además de conocérsele dos naturalezas muertas en un estilo próximo al de Osias Beert.
Steenwijck el Joven, fue hijo del pintor neerlandés Hendrik van Steenwijk el Viejo, uno de los iniciadores de la pintura de arquitecturas en los Países Bajos del sur, donde tal especialidad alcanzaría la categoría de género. La familia se trasladó a Frankfurt en 1585, donde se formó al lado de su padre. A la muerte de este en 1603 se hizo cargo del taller familiar, todavía en Frankfurt. De 1604 a 1615 residió en Amberes. Allí trabajó, entre otros, para Frans Francken I y Jan Brueghel el Joven.
En 1615 se estableció en Londres, donde pintó fondos arquitectónicos para Anton van Dyck y Daniël Mijtens. En algún momento entre 1623 y 1629 contrajo matrimonio con la también pintora especializada en paisajes arquitectónicos Susanna van Steenwijk. En 1632 retornó a los Países Bajos, pero ya no al sur católico sino al norte, para trabajar en Ámsterdam, donde el 6 de noviembre fue bautizado su hijo Hendrick, Leiden y La Haya. 
Steenwijk es autor de numerosos interiores imaginarios aunque basados muchas veces en la catedral de Nuestra Señora de Amberes. Sus perspectivas arquitectónicas se remontan en última instancia a Hans Vredeman de Vries, maestro de su padre, pero su tratamiento de la luz y una mayor libertad de trazo lo aproximan a las corrientes naturalistas, especialmente cuando pinta escenas nocturnas iluminadas a la luz de las antorchas, como lo son algunos de sus cuadros conservados en el Museo del Prado. Con su precisión, destreza y atención a los detalles así como por la elección de sus temas favoritos, ejerció considerable influencia sobre Pieter Neefs el Viejo y otros pintores de la generación siguiente.